# Фейе (лунный кратер)
Кратер Фейе (лат. Feuillée) — небольшой ударный кратер в юго-восточной части Моря Дождей на видимой стороне Луны. Название присвоено в честь французского естествоиспытателя, астронома, географа и ботаника Луи Фелье (1660—1732) и утверждено Международным астрономическим союзом в 1935 г. 

## Описание кратера

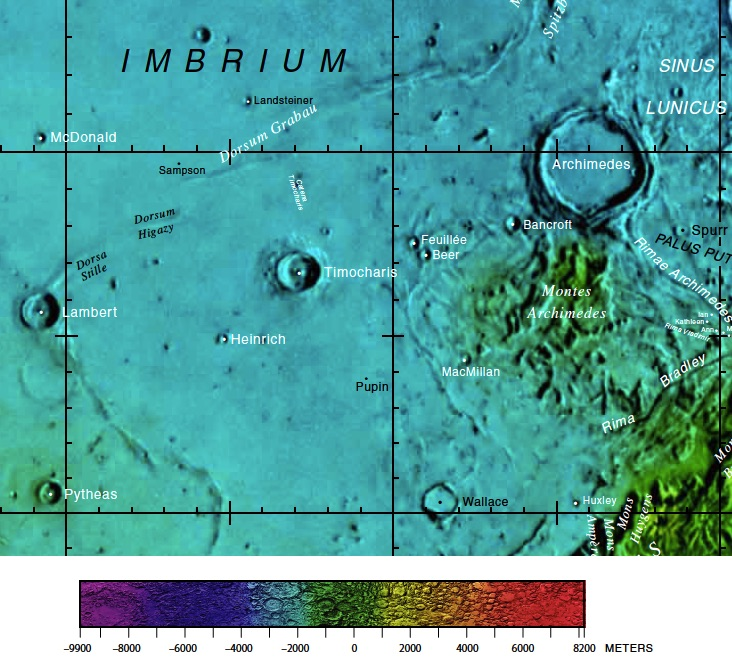
Окрестности кратера Фейе. Фрагмент карты видимой стороны Луны.

Ближайшими соседями кратера Фейе являются кратер Тимохарис на западе; кратеры Банкрофт и Архимед на востоке и схожий по размеру кратер Бэр в непосредственной близости на юго-востоке. На востоке от кратера находятся борозды Архимеда и далее горы Архимед. Селенографические координаты центра кратера 27°22′ с. ш. 9°28′ з. д. / 27,37° с. ш. 9,46° з. д., диаметр 8,9 км, глубина 1890 м.
Кратер имеет циркулярную чашеобразную форму и практически не разрушен. Вал с четко очерченной кромкой. Внутренний склон гладкий, с высоким альбедо. Высота вала над окружающей местностью достигает 330 м, объем кратера составляет приблизительно 30 км³. По морфологическим признакам кратер относится к типу ALC (по названию типичного представителя этого класса — кратера Аль-Баттани C).
Кратер расположен на складке поверхности Моря Дождей различимой при низких углах освещения Солнцем.

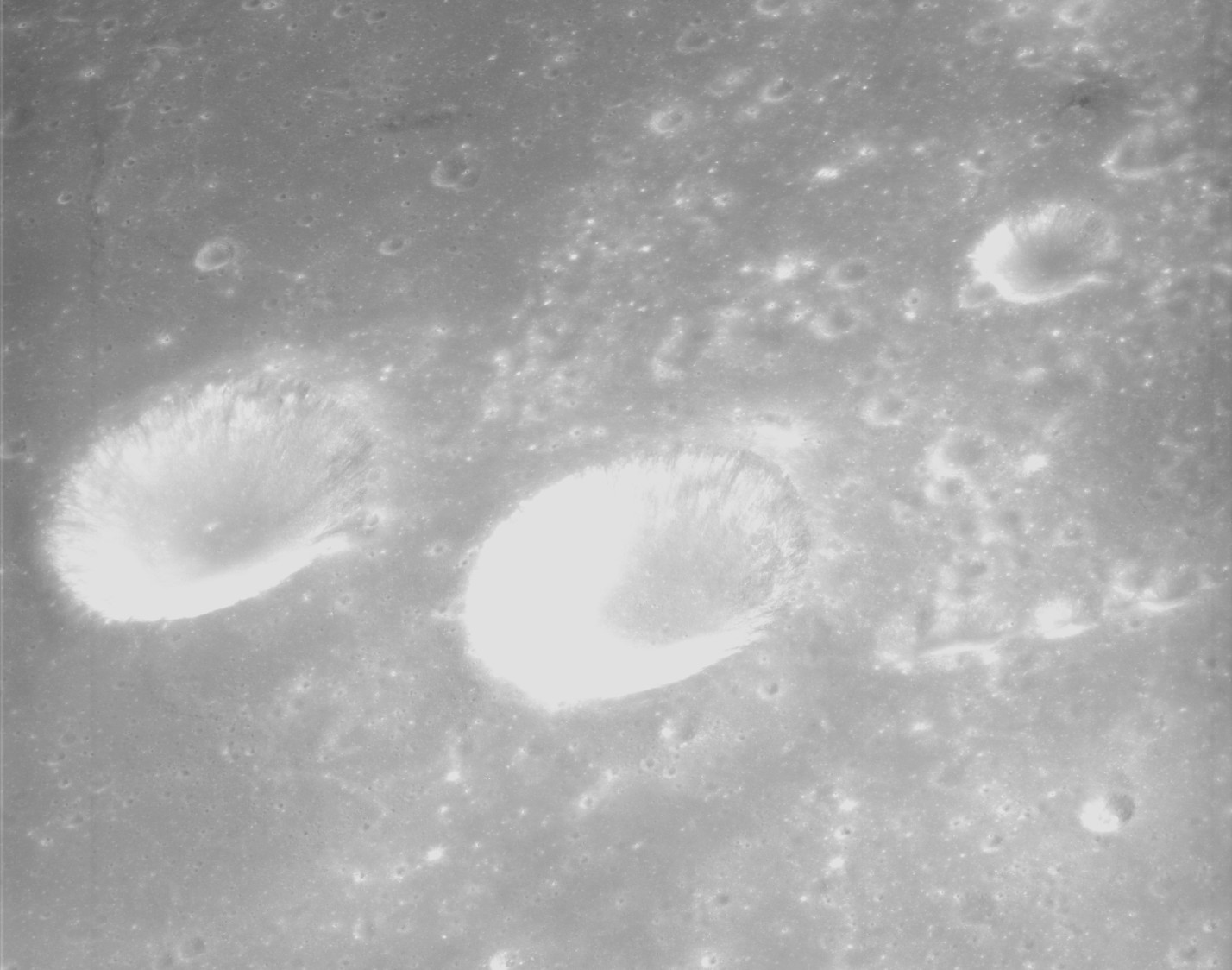
Снимок кратеров Фейе (слева) и Бэр с борта Аполлона-15.

## Сателлитные кратеры
Отсутствуют.

## См.также
- Список кратеров на Луне
- Лунный кратер
- Морфологический каталог кратеров Луны
- Планетная номенклатура
- Селенография
- Минералогия Луны
- Геология Луны
- Поздняя тяжёлая бомбардировка